# Tanoli
Los tanoli son una tribu de la región del valle Tanawal (Tanúbal del Río) en la región de Hazara del noroeste de Pakistán y Afganistán.
Aunque no son usualmente admitidos como pastunes, los tanoli, debido a una larga asociación, se han asimilado a ellos en maneras, costumbres y carácter. Tribalmente aliados con los pastunes, los Tanoli participaron en las guerras fronterizas con los británicos y, en el análisis de Charles Allen de esas guerras, los tanoli son descritos como extremadamente hostiles, bravos, duros y contados como los mejores espadachines en Hazara.

## Nombres
Los tanoli son también conocidos como Tanawal, por el río del mismo nombre. El Censo Británico incluía varias variantes del nombre: Taniwal, Tanaoli, Tanol, Tol, Tholi, Tahoa, Tarnoli, Tanis, Tanai.

## Tierras de origen
Los tanoli fueron encontrados por los europeos cerca del 1700 en la trans-cuenca del río Indo de el Mahaban desde  donde fueron conducidos a través del Indo por la tribu Yusufzai. A finales del siglo XIX los tanoli habían poblado el curso del Tanawal en la parte oeste-central del distrito entre Abbottabad y el río Indo, y en las entensas colinas entre el río y las planicies de Urash.
Los tanoli están divididos en de dos sub-tribus mayores: los hindwal y los pallal. La última ocupa la porción norte del curso del Tanawal, y, hasta la disolución de los principales en 1968, constituyeron los principados semi-independientes de Amb
De acuerdo a la tradición tanoli (preservada en un comentario del reporte del censo de 1881/1891) son nombrados así por un lugar llamado Afghanistan.

## Antecesor original
Como es el caso para todos los otros grupos étnicos de la región, trazar su lineaje a un antecesor original es crucial para el sentido de identidad de los tanoli.
Los tanoli se consideran a sí mismos descendientes de un tal Amir Khan, un Barlas Mughal quien llegó al valle del Tanawal con sus hijos alrededor del 1500, habiendo cruzado el río Indo para llegar allí.
Los detalles de esta tradición—tal como están preservados en el Tarikh-i-Tanaolian (Historia de los Tanoli)—transcurren tal como sigue:

Al derrotar al rey hindú llamado Jaipala, el sultan Sabuktagin conquistó la región hasta Attock en el Indo. El vencedor entonces estableció cinco mil mughals, syeds y afganos en Swat, Pakistán, donde Din Khan Mughal, un Anawar, fue nombrado gobernante. Los antecesores de los Tanoli eventualmente se establecieron en Mahaban. Algún tiempo después, en búsqueda de tierra, cruzaron el río Indo bajo el comando de Maulvi Mohammad Ibrahim, y capturaron territorio de las gentes turcas establecidas allí. Entre los nuevos pobladores estaba Amir Khan Beerdewa y sus seis hijos (Pall Kahn, Hind Khan, Thakar Kahn, Arjin Khan y Kul Khan) quienes poblaron la región de Tanawal; se afirma que los seis clanes o sub-tribus están nombrados por los seis hijos de Beerdewa.

El comentario en el censo de 1881/1891 observa que "puede haber poca duda que son de origen Indo-Iranés o Indo-Europeo y probablemente de stock de India.

## Historia

### Sardar Zabardast Khan/ Suba Khan Tanoli
En 1752 AD el jefe tribal Tanoli Sardaar Zabardast Khan se alió con el rey de Afganistán Ahmad Shah Durrani en las tardías conquistas de India. Zabardast subsequentemente ganó el título de Suba Khan de Ahmad Shah Durrani por su bravura en la batalla contra los Maratas en Panipat, donde un ejército de cincuenta mil Maratas fueron derrotados por sesenta mil soldados de Abdali y tribus aliadas musulmanas. Más tarde, el nieto de su hermano Haibat Khan derrotó a los Durranis, pero fue muerto en la batalla por Sardaar Azim Khan.

### Mir Painda Khan
Mir Painda Khan, hijo de Mir Nawab Khan (quien derrotó a los Durranis), es famoso por su rebelión contra los gobernadores Maharajá de Hazara, los Ranjit Singhs. Painda Kahn "jugó un papel considerable en la historia de su tiempo y se opuso vigorosamente a los Sikhs."
Desde cerca de 1813, Mir Painda Khan llevó durante toda su vida una larga rebelión contra los Sikhs, quienes dispusieron fuertes en localizaciones estratégicas para mantenerlo a raya. Hari SinghNalwa tomó esta iniciativa durante su gobierno.
La rebelión de Painda Khan contra el imperio Sikh costó una gran porción de su reino, dejando sólo sus capitales gemelas Amb y Darband. Esto incrementó su resistencia contra el gobierno Sikh.
En 1828 Mir Painda Kahn regaló el estado de Phulra a su hermano Mir Madad Khan.
El General Dhaurikal Singh, comandante de las tropas Sikh en Hazara, hizo que envenarán mortalmente a Painda Kahn en septiembre de 1844. Painda Khan es todavía reverenciado en Hazara como un héroe.

### Mir Jehandad Khan
"De todas los jefes tribales en Hazara, se decía que el más poderoso era Jehandad, Khan de los Tanoli." Sus territorios yacían en ambas riberas del Indo, y, como hijo de Painda Khan, Jehandad Khan era particularmente bien respetado entre sus gentes.
En 1852, Jehandad Khan fue llamado por el presidente del Consejo de Administración (quien viajó a Hazara para ver al Khan) respecto una investigación de asesinato de dos civiles británicos en sus tierras. Cuando el presidente amenazó al Khan con o entregar a los asesinos o sufrir las consecuencias (de quemar los pueblos y dar la región a otro), se dice que el Khan respondió "Deberíamos considerar tu presencia (en nuestro reino) un honor, pero nuestro país es 'uno bastante difícil' para tu ejército."
Esta respuesta fue muy comentada, y es recordada por muchos habitantes de Hazara incluso hoy en día como una respuesta heroica.

### Nawab Sir Muhammad Akram Khan
Durante el gobierno de Nawab Sir Akram Khan (K.C.S.I)(1868 - 1907) el fuerte en Shergarh fue construido, junto con los fuertes de Dogah y Shahkot. Su gobierno fue un tiempo pacífico para los Tanawal, sin grandes conflictos. Se le concedió más tarde el título por el Rajá británico.

### Nawab Sir Muhammad Khanizaman Khan
Nawab Khanizaman Khan ayudó a los británicos a llevar a cabo las expediciones de la Montaña Negra (Kala Dhaka/Tur Ghar).

### Nawab Sir Muhammad Farid Khan
Nawab Sir Muhammad Farid Khan (K.B.E) sucedió a su padre Nawab Khanizaman Khan. Tenía una muy buena relación el El Quaid e Azam Muhammad Ali Jinnah y con Nawabzada Liaqat Ali Khan. Sus contribuciones al movimiento pakistaní han sido reconocidas en cartas de El Quaid e Azam. En 1947 el Nawab de Amb, Mohammad Farid Khan, accedió a Pakistán. En 1969, el estado fue incorporado en la provincia de la Frontera del Norte-Oeste. Murió en 1969 y en 1971 el estatus real de los Nawab fue abolido por el gobierno de Pakistán.

### Malik Nawab Khan Tanoli
Malik Nawab Khan, del bajo Tanawal, es elogiado por el major Abbot como un "hombre bravo" en su libro, en Abbottabad. Malik Nawab Khan era un hombre con experiencia y un soldado capaz. Era un hombre muy religioso. Malik Nawab Khan estuvo entre los miembros de la tribu del famoso Mir Jehandad Khan.

## Estado actual
La mayoría de la tribu Tanoli residen en el estado anterior de la AMB en la División Hazara de la Frontera del Noroeste de la provincia de Pakistán, en las ciudades de Abbottabad, Haripur y su distrito, Swat, Mansehra, Battagram y los distritos de Kohistan. Una rama de la tribu Tanoli reside también en Cachemira, principalmente en Muzaffarabad y Srinagar. Tanolis también se viven en algunas zonas de Swabi, Khalabat, Nowshera, Mardan, Rawalpindi, Gujar Khan y Sultanpur. Un número significativo de Tanolis también vive en Karachi. También hay muy pocas familias Tanoli que residen en la ciudad de Queeta en la provincia de Baluchistán. Ellos dominan la Tanawal cinturón de Sherwan. 
Tribu Tanoli Vive en Todas Partes de Afganistán, donde la mayoría vive es de Paktia, Gardaiz, y de Ghazni, 
Hazara en la División de Pakistán hay lengua principal de la Tanoli se adopta Hindko. Tanolis que viven en zonas dominadas por Los pastún hablan pashto. 
También Tanoli La viven en las zonas donde la mayoría habla urdu como idioma nacional de Pakistán es todo hablan, pero hay muchos que también adoptó el idioma urdu. 
y otros que viven en otros países hablan el idioma dominante de los Estados, por ejemplo inglés como se trata de un fenómeno natural. 
Algunos Tanolis emigraron al Reino Unido después de la 2 ª Guerra Mundial para ayudar a reconstruir el país asolado por la guerra. 

## Tanolis notables
Tanolis notables incluyen:
- Nawabzada Salahuddin Saeed Khan Tanoli  Nawab actual de la AMB (Principado), exministro Federal de Pakistán y cinco veces miembro de la Asamblea Nacional (1985-1999)
- Habib-ur-Rehman Tanoli, North-West Frontier Province Ministro de Gobierno Local
- Ayub Khan Tanoli, el exministro provincial de la Ley, Educación y Salud
- Ashraf Khan Tanoli, El exabogado general de Baluchistán
- Muhammad Yunis Tanoli, Abogado General de la North-West Frontier Province
- Malik Khan Rabnawaz Tanoli, Presidente de Cachemira en el Reino Unido del Consejo
- Professor Muftee Munibur Rehman, Presidente Royat Hillal Comité Central de Pakistán
- Feroz Khan / Sanjay Khan / Fardeen Khan de la industria cinematográfica de Bombay. La reciente muerte Feroze reveló que su padre era un pashtun llamado Sadiq Ali Khan Tanoli, cuya familia se trasladó a Bangalore de la provincia de Ghazni, en Afganistán.
- Hakim Taniwal, Gobernador de la provincia de Paktia en Afganistán